# 30-й корпус морської піхоти (Україна)
30-й корпус морської піхоти (30 КМП) — з'єднання морської піхоти Військово-морських сил Збройних сил України чисельністю в корпус.

## Історія
24 травня 2023 року Президент України Володимир Зеленський оголосив про рішення створити в складі Збройних сил України Корпус морської піхоти.
25 грудня 2023 року повідомлялося, що формування корпусу морської піхоти перебуває на завершальному етапі, а його організаційно-штатну структуру затверджено. Також повідомлялося, що до складу Корпусу увійдуть окремі бригади морської піхоти, артилерійські бригади, інші бойові підрозділи та підрозділи забезпечення, а також планується створення нових бойових бригад і батальйонів.
16 березня 2024 року стало відомо, що генерал-майор Дмитро Делятицький очолить новостворений 30-й корпус морської піхоти.

## Командування

### Командири
- до 02.2024: бригадний генерал Гнатов Андрій Вікторович[5]
- з 2024: генерал-майор Делятицький Дмитро Євгенович[6]

## Структура
Структура корпусу:
- 34-та окрема бригада берегової оборони
- 35-та окрема бригада морської піхоти
  - 18-й окремий батальйон морської піхоти
  - 88-й окремий батальйон морської піхоти
  - 137-й окремий батальйон морської піхоти
- 36-та окрема бригада морської піхоти імені контр-адмірала Михайла Білинського
  - 1-й окремий батальйон морської піхоти
  - 501-й окремий батальйон морської піхоти
- 37-ма окрема бригада морської піхоти
  - 505-й окремий батальйон морської піхоти[8]
- 38-ма окрема бригада морської піхоти[9]
  - 503-й окремий батальйон морської піхоти[10]
- 39-та окрема бригада берегової оборони
- 40-ва окрема бригада берегової оборони
- 32-га артилерійська бригада
- 406-та окрема артилерійська бригада імені генерал-хорунжого Олексія Алмазова
  - 64-й окремий гарматний артилерійський дивізіон [11]
  - окремий гарматний артилерійський дивізіон[11]
  - окремий гарматний артилерійський дивізіон[11]
  - окремий артилерійський дивізіон[11]
- 140-й окремий розвідувальний батальйон
- 7-й окремий зенітний ракетний дивізіон
- 15 окремий полк підтримки морської піхоти[12]
- 426-й окремий батальйон безпілотних систем